# Idotea
Idotée
«  Idotée » redirige ici. Ne pas confondre avec Eidothea ni Idothée.
Genre
Idotea (les idotées) est un genre de crustacés isopodes, de la famille des Idotéidés. Ils jouent un rôle dans la reproduction sexuée des algues rouges en transportant les cellules mâles, d'une manière semblable aux insectes pollinisateurs pour les fleurs.

## Liste d'espèces
La taxinomie du genre reste en grande partie incertaine, et nombre de ces espèces peuvent être synonymes ou destinées à être déplacées dans la classification.
Selon World Register of Marine Species (28 oct. 2010) :
- Idotea aleutica Gurjanova, 1933
- Idotea balthica (Pallas, 1772)
- Idotea brevicauda Dana, 1853
- Idotea brevicorna Milne Edwards, 1840
- Idotea chelipes (Pallas, 1766)
- Idotea danai Miers, 1881
- Idotea delfini Porter, 1903
- Idotea emarginata (Fabricius, 1793)
- Idotea fewkesi Richardson, 1905
- Idotea granulosa Rathke, 1843
- Idotea gurjanovae Kussakin, 1974
- Idotea indica Milne Edwards, 1840
- Idotea linearis (Linnaeus, 1766)
- Idotea metallica Bosc, 1802
- Idotea neglecta Sars, 1897
- Idotea obscura Rafi, 1972
- Idotea ochotensis Brandt, 1851
- Idotea orientalis Gurjanova, 1933
- Idotea ostroumovi Sowinsky, 1895
- Idotea pelagica Leach, 1815
- Idotea phosphorea Harger, 1873
- Idotea rufescens Fee, 1926
- Idotea spasskii Gurjanova, 1950
- Idotea urotoma Stimpson, 1864
- Idotea whymperi Miers, 1881
- Idotea ziczac Barnard, 1951

Auxquelles sont parfois ajoutées ajoutées :
- Idotea festiva Chilton, 1885
- Idotea wosnesemskii Brandt, 1851

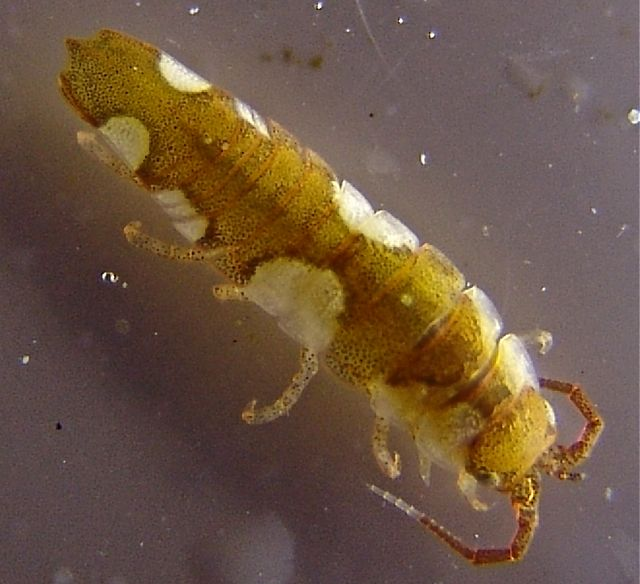
Idotea balthica
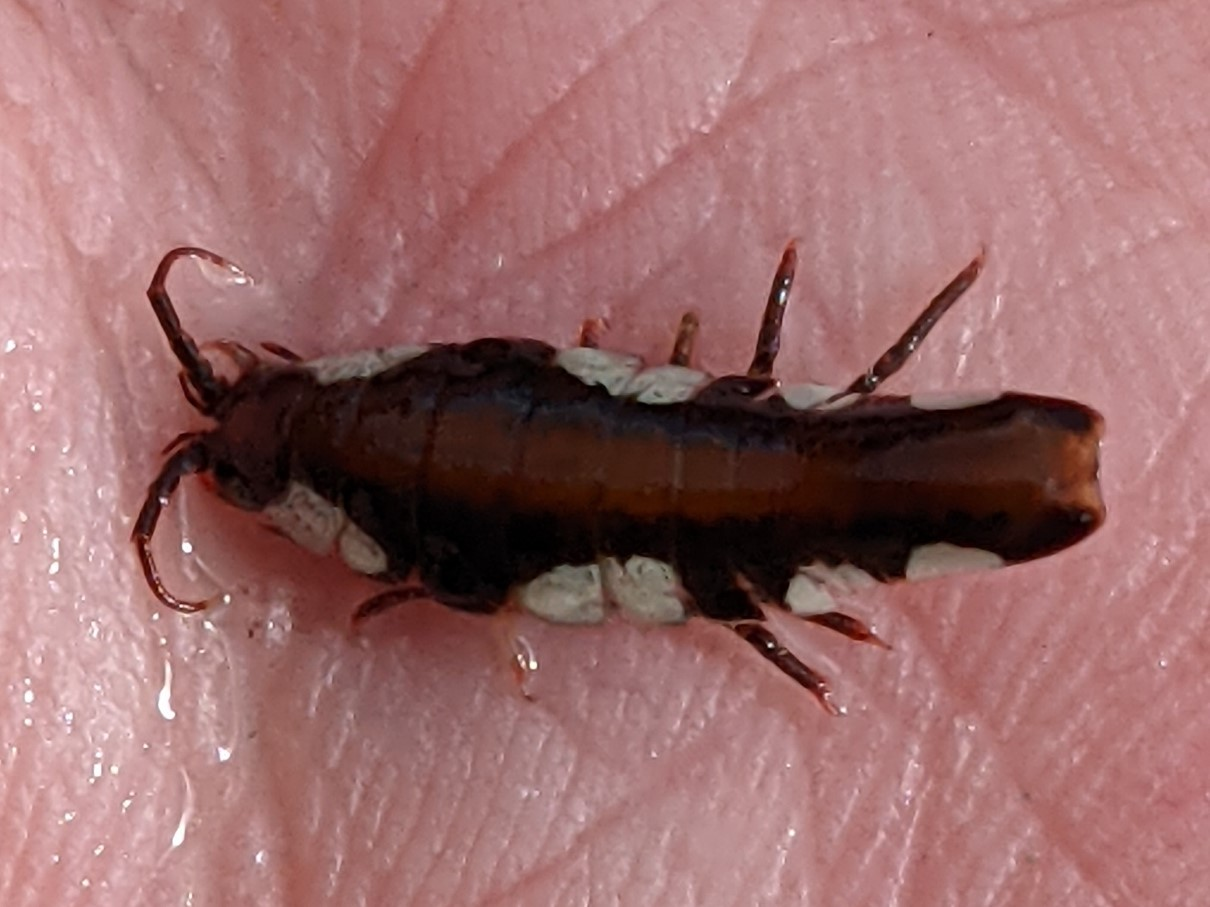
Idotea emarginata
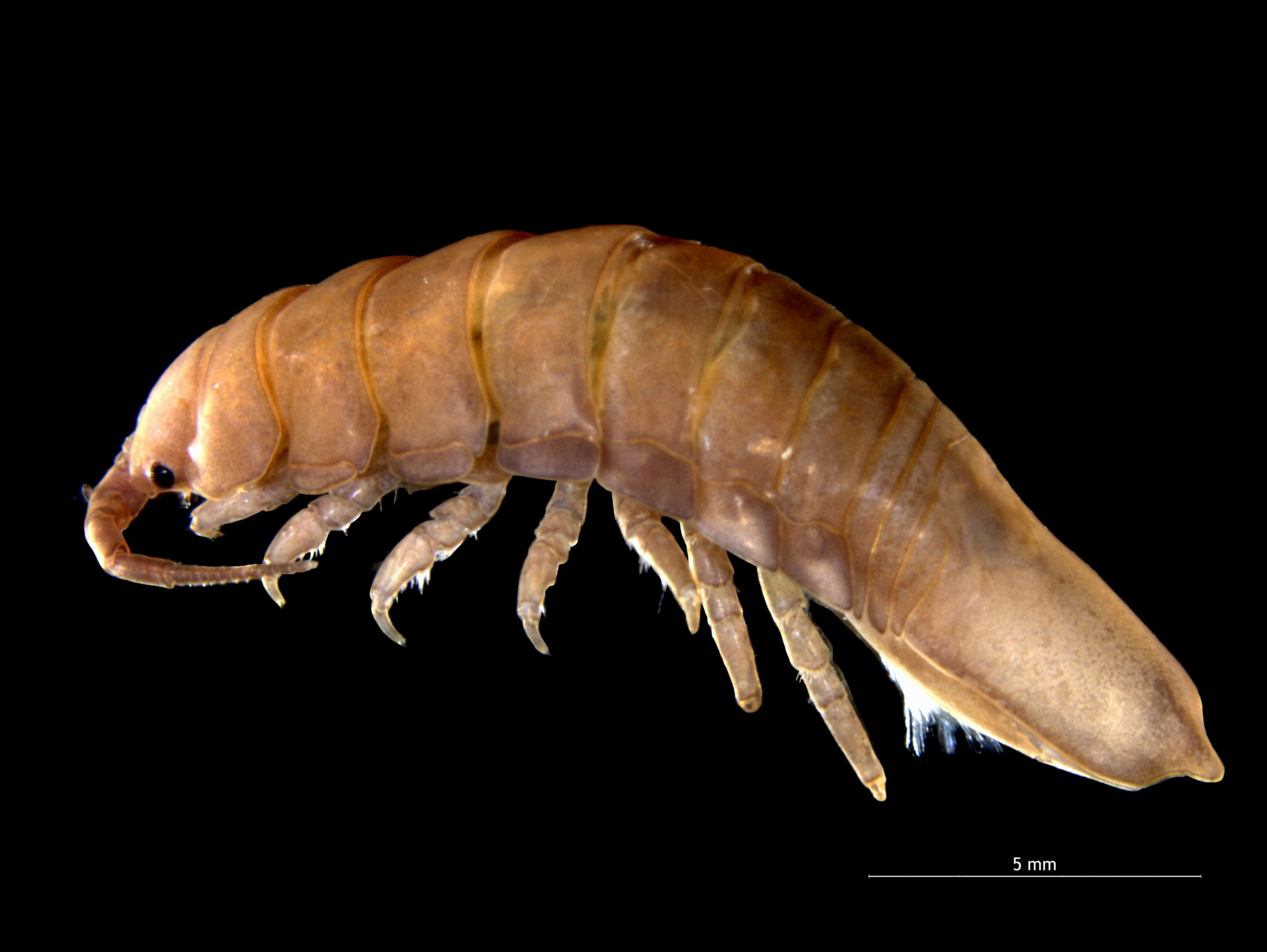
Idotea granulosa
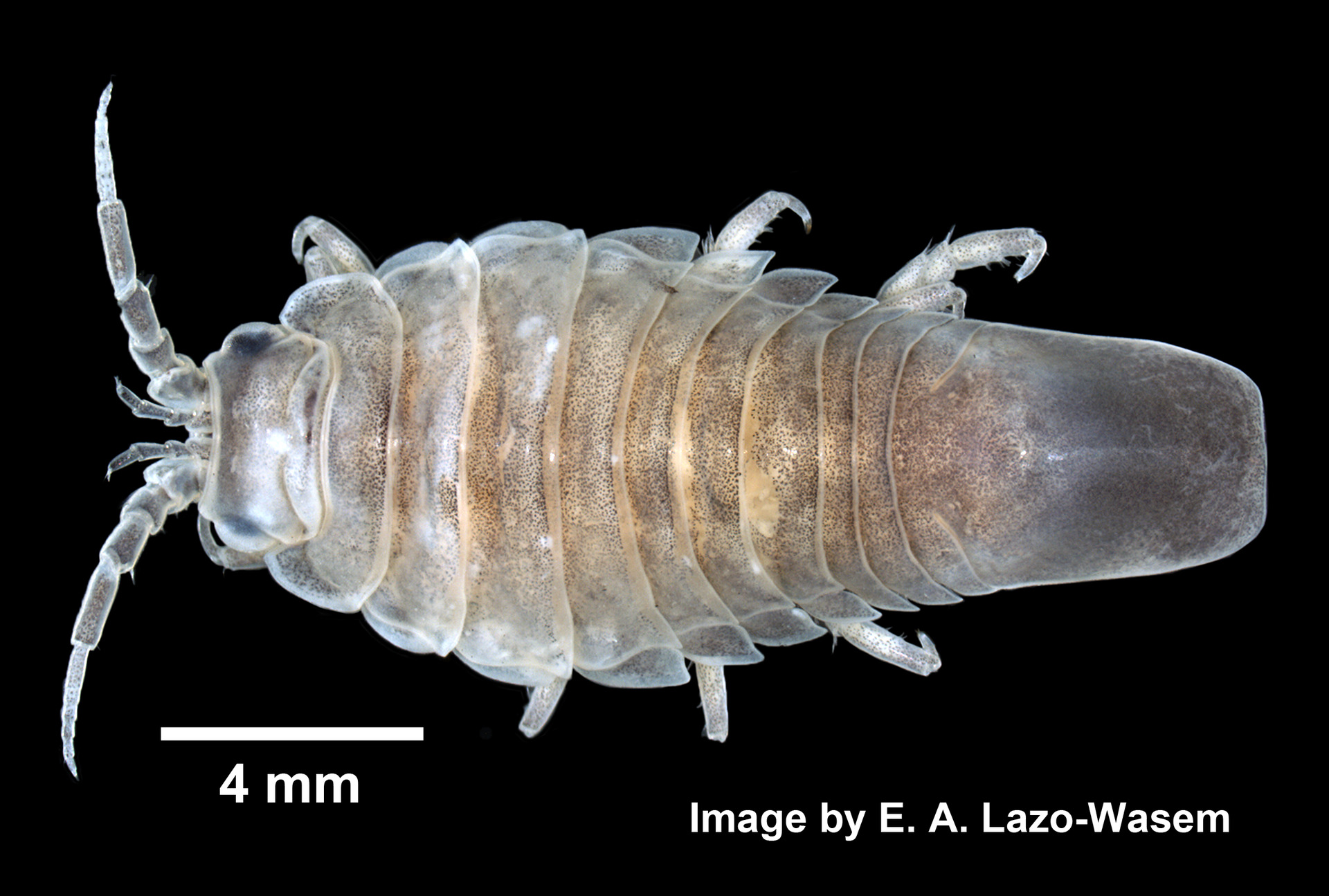
Idotea metallica
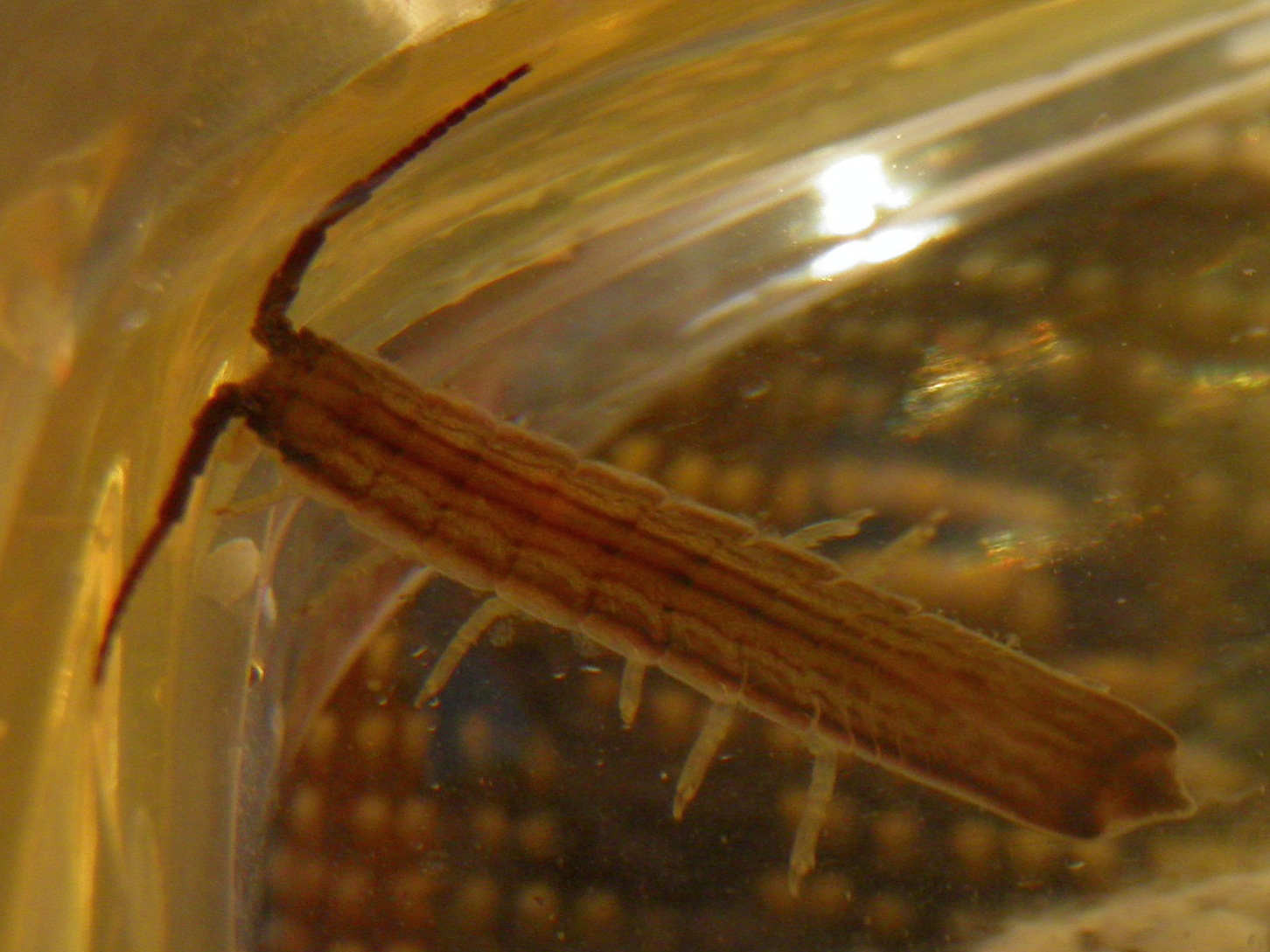
Idotea ochotensis
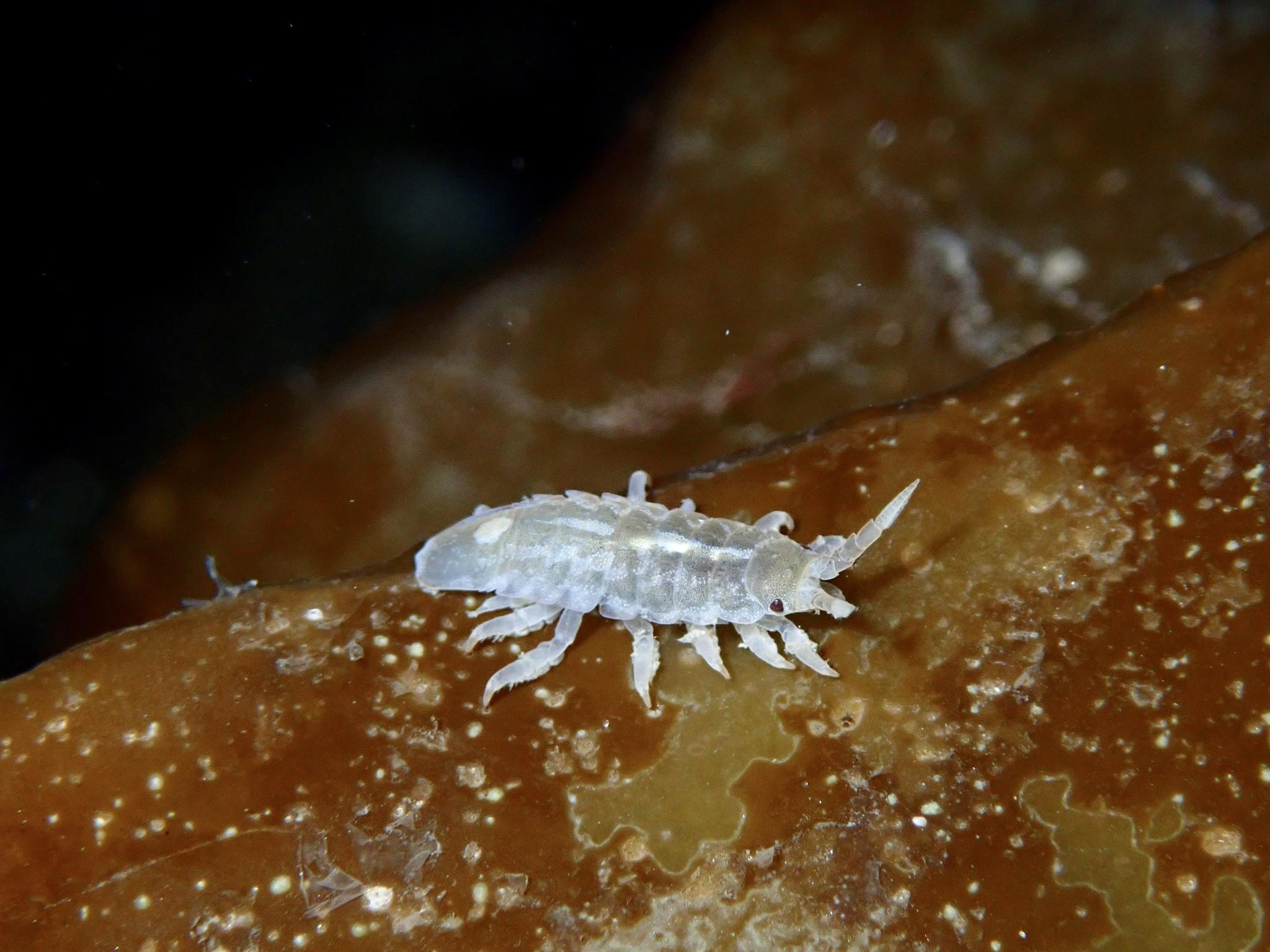
Idotea pelagica
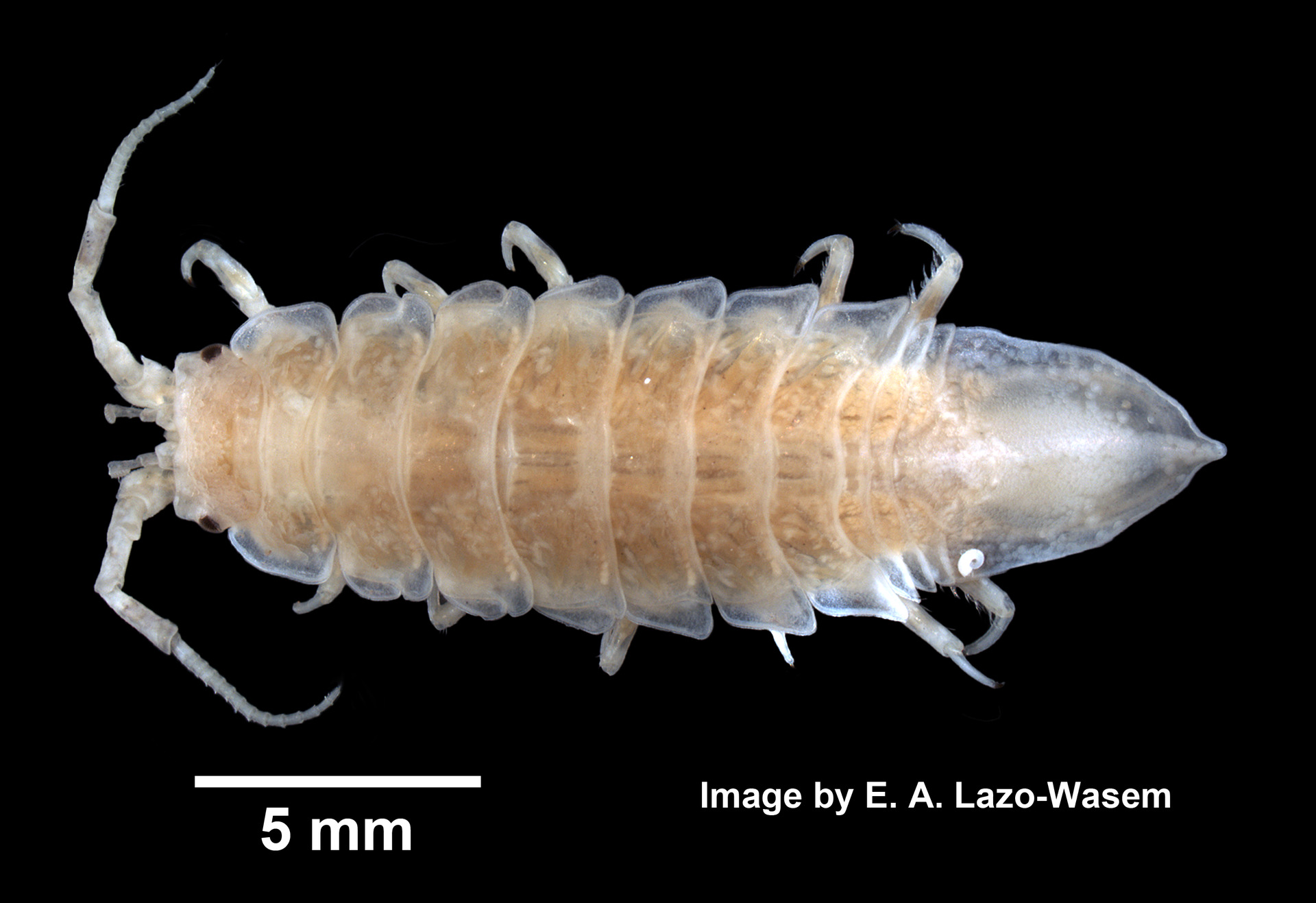
Idotea phosphorea